# Транспорт Буркіна-Фасо
Транспорт Буркіна-Фасо представлений автомобільним , залізничним , повітряним , у населених пунктах  та у міжміському сполученні діє громадський транспорт пасажирських перевезень. Площа країни дорівнює 274 200 км² (75-те місце у світі). Форма території країни — компактна; максимальна дистанція з півночі на південь — 645 км, зі сходу на захід — 845 км. Географічне положення Буркіна-Фасо дозволяє контролювати транспортні шляхи між країнами Західної Африки; виходу до вод Світового океану країна не має.

## Автомобільний
Загальна довжина автошляхів у Буркіна-Фасо, станом на 2011 рік, без врахування доріг у межах міст, дорівнює 15 272 км (121-ше місце у світі). 2000 року за даними уряду країни до національної дорожньої мережі, що знаходиться у віданні міністерства транспорту, входило 15 000 км автодоріг. У це число входять основні міжміські шосе і ключові дороги центрів департаментів. Тільки 10 з них хоча б частково мають тверде покриття, їх стан незадовільний: на дорогах немає розмітки, розділових бар'єрів, покажчиків і знаків, смуги зустрічного руху ніяк не марковані, саме полотно доріг роз'їдене вибоїнами.

## Залізничний
Загальна довжина залізничних колій країни, станом на 2014 рік, становила 622 км (109-те місце у світі), з яких 622 км вузької 1000-мм колії. 517 км залізниці Уагадугу — Абіджан поєднує столиці Буркіна-Фасо і Кот-д'Івуару. Інша залізниця довжиною 105 км, поєднує Уагадугу з містом Кая. Гілка з Уагадугу до столиці Нігеру міста Ніамей через місто Кая у стадії будівництва. Роботи ведуться приблизно за 100 км на північний схід від міста Дорі. Усі залізниці країни мають колію 1000 мм. Залізнична система Буркіна-Фасо з'єднана тільки з системою Кот-д'Івуару, де використовується аналогічна ширина колії.
У 2006 році індійська компанія запропонувала проєкт здійснення доступу внутрішньоконтинентальних Нігеру і Буркіна-Фасо до залізничних-систем Беніну і Того, аналогічні проєкти представляла і одна з чеських компаній. Основним продуктом перевезення в такому випадку передбачалося зробити марганцеву руду з родовищ неподалік від міста Дорі. Буркіна-Фасо є учасницею панафриканського проєкту AfricaRail.

## Повітряний
У країні, станом на 2013 рік, діє 23 аеропорти (133-тє місце у світі), з них 2 із твердим покриттям злітно-посадкових смуг і 21 із ґрунтовим. Аеропорти країни за довжиною злітно-посадкових смуг розподіляються так (у дужках окремо кількість без твердого покриття):
- довші за 10 тис. футів (>3047 м) — 1 (0);
- від 10 тис. до 8 тис. футів (3047-2438 м) — 1 (0);
- від 8 тис. до 5 тис. футів (2437—1524 м) — 0 (3);
- від 5 тис. до 3 тис. футів (1523—914 м) — 0 (12);
- коротші за 3 тис. футів (<914 м) — 0 (5)[1].

У країні, станом на 2015 рік, зареєстроване 1 авіапідприємство, яке оперує 3 повітряними суднами. Буркіна-Фасо володіє частиною акцій компанії Air Afrique, яка здійснює міжнародні рейси. Усередині країни монопольним перевізником є заснована в 1967 році компанія Air Burkina. Вона також здійснює польоти в сусідні країни. За 2015 рік загальний пасажирообіг на внутрішніх і міжнародних рейсах становив 122,5 тис. осіб. За 2015 рік повітряним транспортом було перевезено 55,8 тис. тонно-кілометрів вантажів (без врахування багажу пасажирів).
Буркіна-Фасо є членом Міжнародної організації цивільної авіації (ICAO). Згідно зі статтею 20 Чиказької конвенції про міжнародну цивільну авіацію 1944 року, Міжнародна організація цивільної авіації для повітряних суден країни, станом на 2016 рік, закріпила реєстраційний префікс — XT, заснований на радіопозивних, виділених Міжнародним союзом електрозв'язку (ITU). Аеропорти Буркіна-Фасо мають літерний код ІКАО, що починається з — DF.

## Водний
Внутрішньоконтинентальне положення Буркіна-Фасо ставить її в залежність від доступу до портів в сусідніх країнах. Залізнична гілка з'єднує Уагадугу і Бобо-Діуласо з івуарійським портом Абіджан, що є основним портом, що обробляє буркінабські вантажі. Загострення обстановки в Кот-д'Івуарі 2003 року спровокувало зміну традиційних шляхів вантажоперевезень: крім абіджанського транспортного коридору стали обговорюватися можливості використання портів Того, Беніна і Гани. Так, буркінійські і ганські уряди вивчили можливості прокладання доріг між Уагадугу і По з буркінабської сторони і портами Кумасі і з Бонкара (річковий) з ганської, триває техніко-економічне обґрунтування проєкту. Основне ускладнення, що заважає зв'язуванню транспортних систем двох країн в єдине ціле, є розходження в ширині колії, однак ця складність може бути подолана різними методами.

## Державне управління
Держава здійснює управління транспортною інфраструктурою країни через міністерство транспорту, міських перевезень та безпеки шляхів. Станом на 4 березня 2016 року міністерство в уряді Пола Каби Тієби очолював Сулейман Сулама.

### Українською
- Атлас. 10-11 клас. Економічна і соціальна географія світу / упорядники :  О. Я. Скуратович, Н. І. Чанцева. — К. : ДНВП «Картографія», 2010. — ISBN 978-966-475-639-3.
- Атлас світу / голов. ред. І. С. Руденко ; зав. ред. В. В. Радченко ; відп. ред. О. В. Вакуленко. — К. : ДНВП «Картографія», 2005. — 336 с. — ISBN 9666315467.
- Безуглий В. В. Економічна і соціальна географія зарубіжних країн : Навчальний посібник. — К. : ВЦ «Академія», 2007. — 704 с. — ISBN 978-966-580-239-6.
- Безуглий В. В., Козинець С. В. Регіональна економічна і соціальна географія світу : Навчальний посібник. — видання 2-ге, доп., перероб. — К. : ВЦ «Академія», 2007. — 688 с. — ISBN 966-580-144-9.
- Головченко В., Кравчук О. Країнознавство: Азія, Африка, Латинська Америка, Австралія і Океанія. — К., 2006. — 335 с. — ISBN 966-8939-04-2.
- Дахно І. І. Країни світу: Енциклопедичний довідник / І. І. Дахно, С. М. Тимофієв. — К. : Мапа, 2011. — 606 с. — (Бібліотека нового українця) — ISBN 978-966-8804-23-6.
- Дахно І. І. Економічна географія зарубіжних країн : навчальний посібник. — К. : Центр учбової літератури, 2014. — 319 с. — ISBN 978-611-01-0682-5.
- Дорошенко В. І. Географія транспорту : Навчальний посібник / В. І. Дорошенко, К. Д. Діденко. — К. : Київський нац. ун-т ім. Т. Шевченка, 2010. — 183 с. — ISBN 978-966-439-329-1.
- Дубович І. А. Країнознавчий словник-довідник. — 5-те вид., перероб. і доп. — К. : Знання, 2008. — 839 с. — ISBN 978-966-346-330-8.
- Економічна і соціальна географія країн світу : Навчальний посібник / За ред. С. П. Кузика. — Л. : Світ, 2002. — 672 с. — ISBN 966-603-178-7.
- Зарубіжна транспортна географія : навчальний посібник / уклад. : Петрашевський О. Л. и др. — К. : Національний транспортний університет, 2015. — 95 с. — ISBN 978-966-632-227-5.
- Книш М. М., Мамчур О. І. Регіональна економічна і соціальна географія світу (Латинська Америка та Карибські країни, Африка, Азія, Океанія) : навч. посіб. — Л. : ЛНУ ім. Івана Франка, 2013. — 368 с. — ISBN 978-617-10-0007-0.
- Юрківський В. М. Регіональна економічна і соціальна географія. Зарубіжні країни : Підручник. — К. : Либідь, 2001. — 416 с. — ISBN 966-06-0092-5.

### Англійською
- (англ.) Modern Transport Geography / Hoyle, B. and R. Knowles (eds). — Second Edition,. — London : Wiley, 1998.
- (англ.) Rodrigue, J-P. The Geography of Transport Systems. — Fourth Edition. — N. Y. : Routledge, 2017. — 440 с. — ISBN 978-1138669574.
- (англ.) Taaffe E. J., Gauthier H. L. and O'Kelly M. E. Geography of transportation. — Second Edition. — N. Y. : Prentice Hall, 1996. — ISBN 0-13-368572-1.
- (англ.) Black, W. Transportation: A Geographical Analysis. — N. Y. : Guilford, 2003.

### Російською
- (рос.) Буркина-Фасо // Африка: энциклопедический справочник [в 2-х тт.] / гл. ред. А. А. Громыко. — М. : Советская энциклопедия, 1986. — Т. 1. — С. 377.
- (рос.) Максаковский В. П. Географическая картина мира. Книга I: Общая характеристика мира. — М. : Дрофа, 2008. — 495 с. — ISBN 978-5-358-05275-8.
- (рос.) Максаковский В. П. Географическая картина мира. Книга II: Региональная характеристика мира. — М. : Дрофа, 2009. — 480 с. — ISBN 978-5-358-06280-1.
- (рос.) Страны Африки. Политико-экономический справочник / ред. В. Солодовников, В. Румянцев. — М. : Издательство политической литературы, 1969. — 318 с.
- (рос.) Физико-географический атлас мира. — М. : Академия наук СССР и главное управление геодезии и картографии ГГК СССР, 1964. — 298 с.
- (рос.) Шаповал Н. С. Транспортная география и транспортные системы мира : учебное пособие. — К. : Центр учбової літератури, 2006. — 188 с. — ISBN 000-0000-00-4.
- (рос.) Экономическая, социальная и политическая география мира. Регионы и страны / под ред. С. Б. Лаврова, Н. В. Каледина. — М. : Гардарики, 2002. — 928 с. — ISBN 5-8297-0039-5.
- (рос.) Энциклопедия стран мира / глав. ред. Н. А. Симония. — М. : НПО «Экономика» РАН, отделение общественных наук, 2004. — 1319 с. — ISBN 5-282-02318-0.